# Municipio de Bluebird
El municipio de Bluebird (en inglés: Bluebird Township) es un municipio ubicado en el condado de LaMoure en el estado estadounidense de Dakota del Norte. En el año 2010 tenía una población de 35 habitantes y una densidad poblacional de 0,38 personas por km².

## Geografía
El municipio de Bluebird se encuentra ubicado en las coordenadas 46°29′59″N 98°50′54″O / 46.49972, -98.84833. Según la Oficina del Censo de los Estados Unidos, el municipio tiene una superficie total de 92.29 km², de la cual 92,13 km² corresponden a tierra firme y (0,17 %) 0,16 km² es agua.

## Demografía
Según el censo de 2010, había 35 personas residiendo en el municipio de Bluebird. La densidad de población era de 0,38 hab./km². De los 35 habitantes, el municipio de Bluebird estaba compuesto por el 100 % blancos. Del total de la población el 0 % eran hispanos o latinos de cualquier raza.